# Grace Kelly (film)
Grace Kelly – fabularyzowama historia życia i kariery amerykańskiej aktorki Grace Kelly, zrealizowana w 1983 roku przez telewizję ABC. Film przedstawia aktorski rozdział życia pięknej dziewczyny z Filadelfii, począwszy od chwili, gdy postanawia zostać aktorką, a skończywszy na wspaniałej i pełnej przepychu ceremonii ślubnej w pałacu księcia Rainiera. Postać tytułową kreuje Cheryl Ladd, znana z serialu ABC Aniołki Charliego.

## Obsada
- Cheryl Ladd - Grace Kelly
- Lloyd Bridges - Jack Kelly
- Diane Ladd - Margaret Kelly
- Alejandro Rey - Oleg Cassini
- Ian McShane - Rainier III Grimaldi
- William Schallert - Dominee Tucker
- Marta DuBois - Rita Gam
- Salome Jens - Mady Christians
- Brian Patrick Clarke -  John 'Kell' Kelly, Jr.
- Heidi Bohay - Elizabeth 'Lizanne' Kelly